# Ralt RT4
Ralt RT4 – samochód wyścigowy konstrukcji Ralta, zaprojektowany przez Rona Tauranaka.

## Historia
Pojazd był rozwinięciem modelu RT2 i uczestniczył przeważnie w Formule Atlantic i Formule Mondial. Pierwsze egzemplarze powstały w 1980 roku. Samochód był napędzany silnikiem Ford BDD o pojemności 1,6 bądź 2,0 litra, sprzężonym ze skrzynią biegów Hewland, przekazującą napęd na tylne koła. Moc jednostki wynosiła około 200 KM. Cały pojazd ważył 474 kg. Model był produkowany do 1987 roku. Wybudowano 134 egzemplarze.
Samochód czterokrotnie wygrał Grand Prix Australii przed erą Formuły 1, w latach 1981–1984. Dokonali tego Alain Prost i Roberto Moreno (trzykrotnie). W 1983 roku Michael Andretti zdobył nim mistrzostwo Północnoamerykańskiej Formuły Mondial, a w latach 1984–1986 mistrzostwo Australijskiej Formuły Mondial zdobyli nim John Bowe i Graham Watson. Samochód uczestniczył również w wyścigach Can-Am.